# Nicholas Moore
Pour les articles homonymes, voir Moore.
Nicholas Moore (Cambridge, 16 novembre 1918 – 26 janvier 1986) était un poète anglais, associé au New Apocalyptics dans les années 1940. Plus tard, il abandonna le monde littéraire.

## Biographie
Son père est le philosophe G. E. Moore. Il fait ses études à la Dragon School d'Oxford, au Leighton Park School à Reading, à l'université de St Andrews et au Trinity College de Cambridge. Moore publie une critique littéraire, Seven (1938–1940), alors qu'il est encore étudiant (Seven, Magazine of People's Writing, connaît une histoire complexe : tout d'abord, il est édité par Nicholas Moore et John Goodland ; plus tard, Gordon Cruikshank en est l'éditeur, et ensuite Sydney D. Tremayne, après que Randall Swingler l'a acheté à Philip O'Connor en 1941).
Alors qu'il est à Cambridge, il commence à côtoyer les littéraires de Londres, en particulier Tambimuttu. Il publie des brochures qui sont imprimées par Poetry London en 1941 (ces brochures sont de George Scurfield, G. S. Fraser, Anne Ridler et Nicholas Moore). Ces brochures l'amènent à devenir l'assistant de Tambimuttu. Il travaille plus tard pour la Grey Walls Press.
The Glass Tower, un recueil de poèmes, est publié en 1944, avec des illustrations par Lucian Freud. Par la suite, il a du mal à être publié ; fait inhabituel pour un poète anglais, il est davantage réputé aux États-Unis. Son association avec les romantiques des années 1940 était en fait peu représentative de son style.
Dans les années 1950, il travaille comme jardinier, écrivant parallèlement The tall bearded iris (1956). En 1968, il propose 31 traductions, chacune sous un pseudonyme différent, d'un poème de Baudelaire pour un concours du Sunday Times, dirigé par George Steiner. Cette œuvre paraît finalement et est aujourd'hui disponible en ligne.
Longings of the Acrobats, une sélection de ses poèmes, est édité par Peter Riley et publié en 1990 par Carcanet Press.